# 26e cérémonie des AVN Awards
La 26e cérémonie des AVN Awards est un événement de remise de prix pornographiques récompensant les meilleures actrices, acteurs, réalisateurs et films liés à l'industrie pour adultes en 2009. La cérémonie a eu lieu le 10 janvier 2009 au Michelob Ultra Arena (anciennement Madalay Bay Events Center). L’événement a été co-présenté par les actrices pornographique Belladona et Jenna Haze, accompagnée de l'humoriste Thea Vidale. La cérémonie été diffusée sur la chaîne américaine Showtime et produite par Garry Miller.

## Pré-nomination et nominations
Les pré-nominations ont été ouvertes le 4 septembre 2008 et se sont clôturées le 30 septembre 2008.
Les pré-nominations sont conçues pour que les producteurs soumettent leurs films, scènes, artistes et professionnels de la production pour concourir à l’obtention d’un prix AVN. La période d'admissibilité à l'examen des prix 2009 comprend tout film sorti entre le 1er octobre 2007 et le 30 septembre 2008. Un titre doit être porté par au moins 10 distributeurs en gros ou dans 100 points de vente au détail pour être admissible.
AVN a annoncé 10 nouvelles catégories de prix pour cette édition 2009 :
- Best New Line (Meilleur nouveau secteur)
- Best New Series (Meilleure nouvelle séries)
- Best Young Girl Title (Meilleur titre « jeune fille »)
- Best Young Girl Series (Meilleure séries « jeune fille »)
- Best Director, Foreign Non-Feature (Meilleur réalisateur, non-film étranger)
- Best Alternative Vignette Release (Meilleur lancement de vignettes alternatives)
- Best Makeup (Meilleur maquillage)
- Site of the Year (Best Adult Website) (Site pour adulte de l’année)
- Best New Web Starlet (Meilleure nouvelle starlette web)
- Web Starlet of the Year (Starlette de l'année sur le web)

Les nommées définitifs ont été annoncées le 26 novembre 2008.

## Résumé de la cérémonie

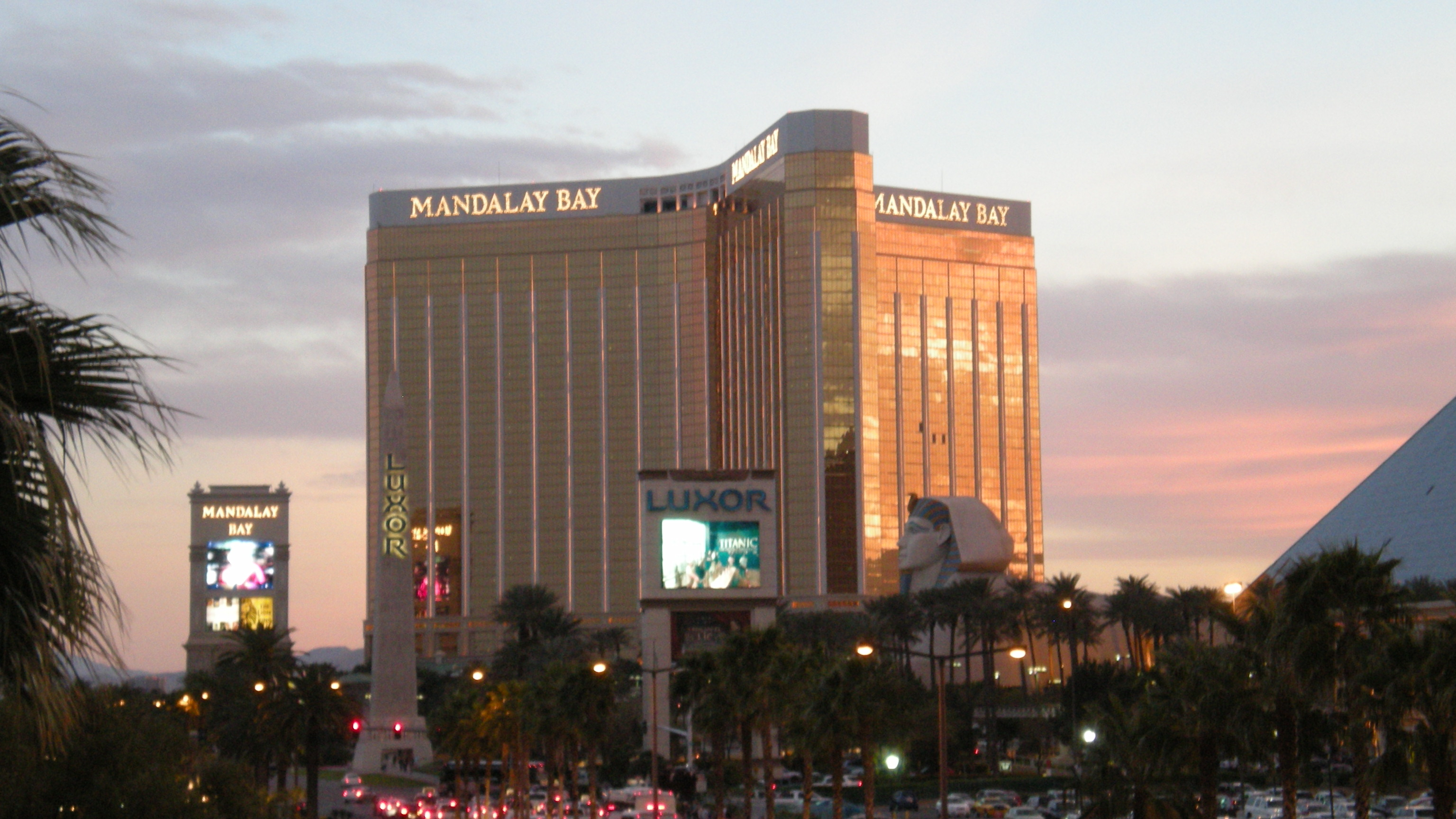
Le Mandalay Bay, l’endroit où à eu lieu la cérémonie

La cérémonie a eu lieu dans la soirée du 10 janvier 2009 au Madalay Bay Events Center. L’événement été présenter par les actrices Belladonna et Jenna Haze, accompagnées pour la deuxième année consécutive de l’humoriste Thea Vidale. Un mini-concert a été assuré par Flo Rida qui était accompagné des danseurs de Spearmint Rhino et du rappeur T-Pain, qui ont été ensuite rejoint par la star de la téléréalité Flavor Flav.
Avant la remise des récompenses, le fondateur de Hustler, Larry Flynt, a prononcé un discours devant le public des AVN Awards pour la deuxième année consécutive, s'adressant à tous les médias venu couvrir l’événement dans lequel Flynt et le PDG de Girls Gone Wild, Joe Francis, en évoquant une demande au Congrès Américain d'un plan de sauvetage de 5 milliards de dollars pour aider l'industrie des adultes.
Certaines personnalités de l’industrie ont été invitées sur scène pour remettre certains prix :
Parmi les faits marquant, Jenna Haze a remporté le prix très convoité de l'interprète féminine de l'année, ce qui fait d'elle la deuxième interprète à remporter à la fois ce prix et le prix de la meilleure nouvelle starlette depuis l’actrice Missy. Le prix de l’interprète masculin à quant à lui été remporté par James Deen.
Pirates II : Stagnetti's Revenge a remporté les prix du meilleur film vidéo et du meilleur réalisateur. Le film a remporté trois des quatre grands prix d'interprétation de l’année. Le film a également remporté le prix du meilleur scénario, de la meilleure vidéographie, de la meilleure direction artistique, du meilleur montage, des meilleurs effets spéciaux, du meilleur maquillage, des meilleurs extras DVD, de la meilleure production haute définition et de la meilleure campagne de marketing globale - Projet individuel.
Le prix de la meilleure actrice est allé à Jessica Drake pour Fallen. La production très acclamée de Wicked Pictures a remporté trois autres prix (dont la meilleure scène de double pénétration pour Jessica Drake, Brad Armstrong et Eric Masterson). Brad Armstrong a d'ailleurs été nommé meilleur réalisateur de l’année.
La meilleure comédie sexuelle est allée à Not Bewitched XXX distribué par Adam & Eve de X-Play, qui a également remporté le remporté le prix de la meilleure scène de sexe solo pour Teagan Presley et la meilleure performance non sexuelle pour Nina Hartley.
La meilleure sortie interracial est allée à Lex the Impaler 3 de Jules Jordan. Ce dernier a d’ailleurs été nommée meilleur réalisateur-Vidéo ethnique. Parmi l’une des catégories fraîchement introduite, Le prix de la meilleure stralette du web est allé Catalina Cruz.
Paul Fishbein, président d’AVN a rendu un hommage à dix piliers adultes de l'industrie qui sont décédés en 2008. Il a dédié le spectacle à l'un d'entre eux : son ami proche, le producteur Dick Miller.

## Les lauréats
Les noms en gras suivis d’une ☆ désignent les lauréats :
| Interprète féminine de l’année | Interprète masculin de l’année |
| --- | --- |
| - - Jenna Haze ☆ - Belladonna - Ashlynn Brooke - Roxy DeVille - Jessica Drake - Sasha Grey - Jenny Hendrix - Jesse Jane - Kayden Kross - Sunny Lane - Sunny Leone - Rebeca Linares - Marie Luv - Gianna Michaels - Bobbi Starr - Alexis Texas | - - James Deen ☆ - Mark Ashley - Marco Banderas - Mick Blue - Tom Byron - Erik Everhard - Manuel Ferrara - Tommy Gunn - Shorty Mac - Nick Manning - Randy Spears - Michael Stefano - Steven St. Croix - Evan Stone |
| Meilleure nouvelle starlette | Meilleure nouvelle starlette du web |
| - - Stoya ☆ - Lexi Belle - Tori Black - Chayse Evans - Jaelyn Fox - Jayden Jaymes - Jayme Langford - Jandi Lin - Meggan Mallone - Priya Rai - Faye Reagan - Ryder Skye - Missy Stone - Angelina Valentine | - - Catalina Cruz ☆ - Misty Anderson - Alison Angel - Rachel Aziani - Only Carla - Ruby Day - Sophie Dee - Jenna Haze - Lia 19 - Gina Lynn - Kelly Madison - Anna Miller - Ariel Rebel - Puma Swede - Sweet Yurizan Beltran |
| Meilleure actrice | Meilleur acteur |

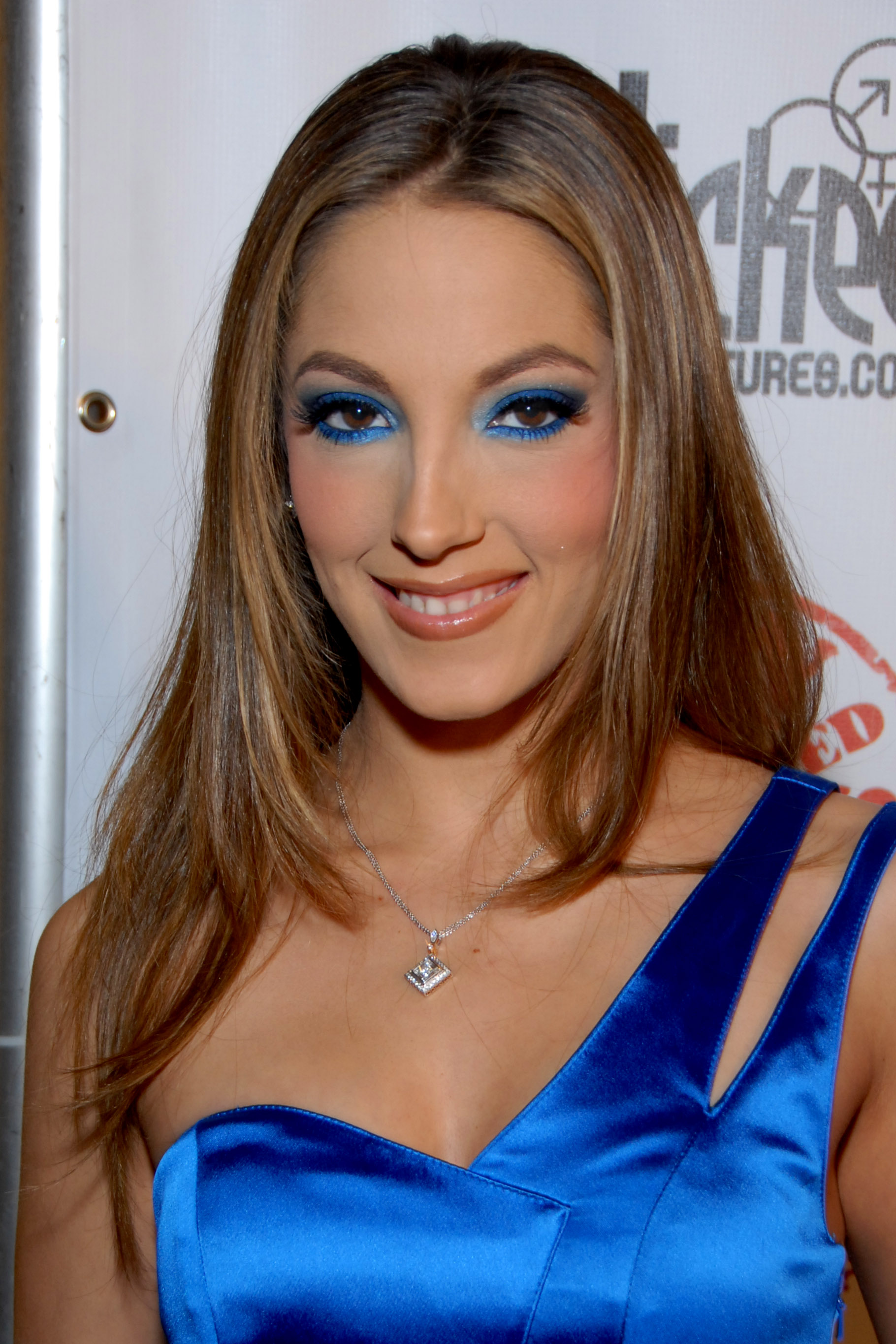
Jenna Haze, lauréate du prix de l’interprète féminine de l'année

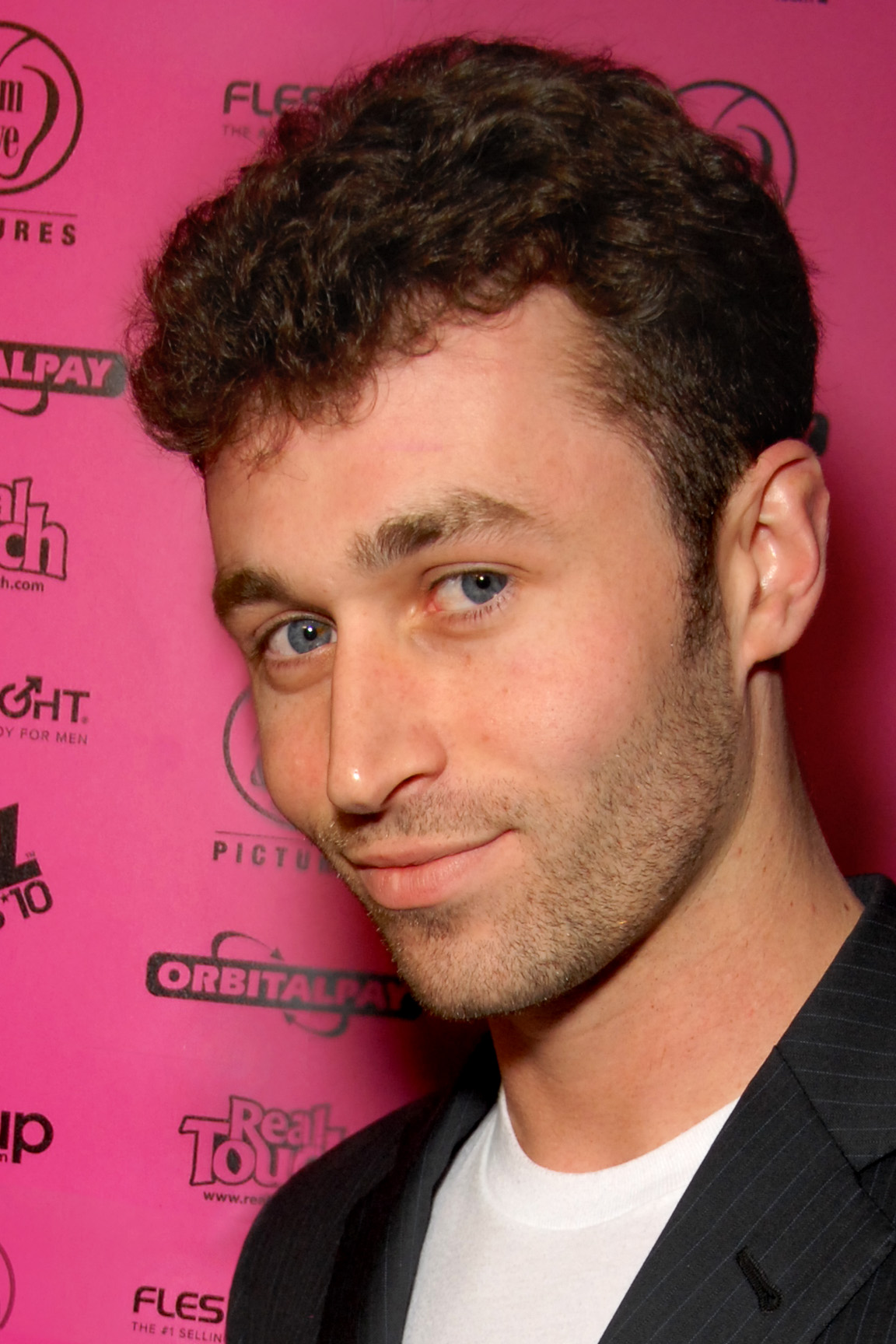
James Deen, lauréat du prix de l’interprète masculin de l’année

| - - Jessica Drake dans Fallen ☆ - Monique Alexander dans Cry Wolf - Roxy DeVille dans The Texas Vibrator Massacre - Sasha Grey dans The Last Rose - Carmen Hart dans Fired - Jenna Haze dans Not Bewitched XXX - Jenna Jameson dans Burn - Jesse Jane dans Pirates II: Stagnetti's Revenge - Janine Lindemulder dans Pipe Dreams - Devon Lee dans Succubus of the Rouge - Kaylani Lei dans The Wicked - Marie McCray dans Angel Face - Bree Olson dans Roller Dollz - Kirsten Price dans Mouth - Savanna Samson dans Miles From Needles | - - Evan Stone dans Pirates II: Stagnetti's Revenge ☆ - Brad Armstrong dans Fallen - Barrett Blade dans The Wicked - Dino Bravo dans Get Smartass - James Deen dans The Chauffeur's Daughter - Manuel Ferrara dans Pipe Dreams - Mike Horner dans Not Bewitched XXX - Tyler Knight dans Ransom - Tommy Gunn dans Hearts and Minds II: Modern Warfare - Marcus London dans Two - Mr. Marcus dans Cry Wolf - Tommy Pistol dans Horat - Randy Spears dans The Last Rose - Justin Sterling dans Burn - Lee Stone dans This Ain't the Munsters XXX’' |
| Meilleur film | Meilleur vidéo film |
| - - Cry Wolf ☆ - Burn - The Chauffeur's Daughter - House Pets - Paid Companions - X2’' | - - Pirates II: Stagnetti's Revenge ☆ - Bad Luck Betties - Carolina Jones and the Broken Covenant - Dark City - The Doll Underground - Fallen - Hearts & Minds II: Modern Warfare - Little Runaway 2 - Miles From Needles - Ransom - Roller Dollz - Succubus - Succubus of the Rouge - The Texas Vibrator Massacre - The Wicked’' |
| Meilleur réalisateur-long métrage | Meilleur DVD interactif |
| - - Joone pour Pirates II: Stagnetti's Revenge ☆ - Brad Armstrong pour 'Fallen - James Avalon pour Roller Dollz - Bishop pour Ransom - Ethan Kane pour Carolina Jones and the Broken Covenant - Andre Madness pour Hearts & Minds II: Modern Warfare - Rodney Moore pour Night of the Giving Head - Jim Powers pour Little Runaway 2 - Michael Raven pour The Wicked - Rob Rotten pour The Texas Vibrator Massacre - Will Ryder pour Not Bewitched XXX - B. Skow pour Miles From Needles - Anton Slayer pour This Ain't The Munsters XXX - Paul Thomas pour Cry Wolf - Winkytiki pour Bad Luck Betties’' | - - My Plaything: Ashlynn Brooke ☆ - The Interactive Gina Lynn - Interactive Sex with Bree Olson - Total Interactive Control of Sasha Grey - Up Close and Virtual with Holly Sweet - Virtual Dreams: Natalie Heck - Virtual Sex with Katsuni - Virtual Vivid Girls: The Love Twins’' |
| Meilleure comédie sexuelle | Meilleure sortie gonzo |
| - - Not Bewitched XXX ☆ - Ashlynn Goes to College - Bad News Bitches 3 - Bree's Sumber Party - Carmen Goes South - Cheating Affairs - Dancing with the Porn Stars - The HO.C. - Fired - Get Smartass - Horat - Kung Fu Nurses a Go-Go - Mary Carey Rocks - Night of the Giving Head - Not Another Porn Movie - This Ain't The Munsters XXX’' | - - The Gauntlet 3 ☆ - 1 on 1 - Beyond the Call of Booty 2 - Buttman's Beautiful Brazilian Ass - Flesh Hunter 10 - Fuck Truck - The Initiation of Nikki Jayne - Missy-Behavin - Morgan Dayne's Deviant - Oil Overload - Perfect Match - Rachel's Choice - Slutty & Sluttier 6 - Surfer Girls 2 - Tera Goes Gonzo’' |
| Meilleure scène de sexe de couple | Meilleure scène de sexe lesbien |
| - - Monique Alexander et Mr. Marcus dans Cry Wolf ☆ - Casey Parker et Erik Everhard dans Boy Crazy - Jesse Jane et Manuel Ferrara dans Cheerleaders - Rebeca Linares et Scott Nails dans Filth Cums First 3 - Kendall Brooks et Tony DeSergio dans I Have a Wife - Ashley Blue et Mick Blue dans It's a Secretary Thing - Jenna Haze et Lexington Steele dans Lex the Impaler 3 - Brianna Love et James Deen dans Manhandled 3 - Teagan Presley et James Deen dans Not Bewitched XXX - Gianna Michaels et Mark Ashley dans Oil Overload - Shay Jordan et Steven St. Croix dans Pirates II: Stagnetti's Revenge - Tori Black et Mark Ashley dans Pretty as They Cum - Kayden Kross et Erik Everhard dans Roller Dollz - Sindee Jennings et Shane Diesel dans She Only Takes Diesel - Sunny Leone et Matt Erikson dans Sunny Loves Matt - Lexi Belle et James Deen dans Teenage Heartbreakers 2’' | - - Belladonna et Jesse Jane dans Pirates II: Stagnetti's Revenge ☆ - Ashlynn Brooke et Jenna Haze dans Addicted 4 - Belladonna et Lexi Belle dans Belladonna's Fucking Girls 6 - Anna Stevens et Amber Chase dans Bellezza Video 8 - Justine Joli et Marie Luv dans By Appointment Only 6 - Jana Jordan et Georgia Jones dans Fem Vivace - Kelly Wells et Britney Stevens dans Gape Lovers 2 - Alexis Love et Tristan Kingsley dans Girl Girl Studio 7 - Mia Presley et Samantha Ryan dans Girls Kissing Girls - Jayme Langford et Nicole Aston dans Hot Showers 16 - Eve Angel et Peaches dans Inside Peaches - Elexis Monroe et Heather Silk dans Lesbian Bridal Stories 2 - Tera Wray et Franchezca Valentina dans The Orifice - Bree Olson et Kayden Kross dans Roller Dollz - Sunny Leone et Ann Marie Rios dans Sunny Loves Matt - RayVeness et Zoe Britton dans Women Seeking Women 44’' |
| Meilleure scène de sexe anal | Meilleure scène de sexe oral |
| - - Sunny Lane et Manuel Ferrara dans Big Wet Asses 13 ☆ - Holly Wellin et Jenner dans Anal Full Nelson 5 - Belladonna et Steve Holmes dans Butthole Whores 2 - Marie Luv et Prince Yahshua dans Black Ass Addiction 3 - Bobbi Starr et Sascha dans Diggin' in the Gapes - Jandi Lin et Manuel Ferrara dans Evil Anal 5 - Mia Rose et Travis Knight dans Flesh Hunter 10 - Rebeca Linares et Marco Banderas dans Fuck Me: Rebeca Linares - Hillary Scott et Mick Blue dans Icon - Jenny Hendrix et Manuel Ferrara dans The Jenny Hendrix Anal Experience - Katsuni et Marco Banderas dans Katsuni Minx - Missy Stone et Christian dans Missy-Behavin - Teagan Presley et Mr. Pete dans Oil Overload - Briana Banks et Manuel Ferrara dans Perfect Match - Eva Angelina et Tom Byron dans Se7en Deadly Sins                                                                                      | - - Annette Schwarz dans Face Fucking Inc. 3 ☆ - Jessica Drake dans Bad Girls - Belladonna dans Belladonna's Odd Jobs 3 - Renae Cruz dans Blow Me Sandwich 12 - Sasha Grey dans Filth Comes First 3 - Dana DeArmond dans Gangbang My Face 3 - Crissy Moon dans The Gauntlet 3 - Faye Reagan dans The Gauntlet 3 - Tiffany Mynx dans Glory Hole - Ann Marie Rios dans Head Case 4 - Jennifer Dark dans Kink - Claire Dames, Samantha Sin, Nikki Rhodes et Kylee Reese dans Night of the Giving Head - Gianna Michaels dans Praise the Load - Lindsey Meadows dans Tristan Taormino's Expert Guide to Oral Sex 2: Fellatio’' |
| Meilleure sortie interracial | Meilleure vente |
| - - Lex the Impaler 3 ☆ - Adventures Of Shorty Mac 10 - Bangin' Black Boxes - Big Mann on Campus - Black Cock Slut - Black Ass Master - Black Owned 3 - Black Power 3 - Dark Meat 2 - Dark Meat, Asian Treat 2 - Lex on Blondes 4 - Mandinka Parties 2 - Race 2 Race - She Only Takes Diesel 5 - Souled Out’' | - - Cheerleaders ☆ |
| Meilleure sortie de location | |
| - - Cheerleaders ☆ | |

### Lauréats supplémentaires
Ces prix ont été annoncés dans un segment réservé aux gagnants après la cérémonie et n'ont pas été diffusée :
- Best Adult Website: Brazzers.com
- Best All-Girl Group Sex Scene: Jesse Jane, Shay Jordan, Stoya, Adrianna Lynn, Brianna Love, Lexxi Tyler, Memphis Monroe, Sophia Santi, Priya Rai dans Cheerleaders
- Best All-Girl Release: Girlvana 4
- Best All-Girl Series: Women Seeking Women
- Best All-Girl 3-Way Sex Scene: Belladonna, Aiden Starr, Kimberly Kane dans Belladonna's Girl Train
- Best All-Sex Release: Alexis Texas is Buttwoman
- Best Alternative Release: Spring Break 2008
- Best Amateur Release: ATK Exotics 2
- Best Amateur Series: Cherries
- Best Anal Themed Release: Weapons of Ass Destruction 6
- Best Anal-Themed Series: (Tie) Evil Anal and Butthole Whores
- Best Animated Release: Night When Evil Falls, Vol. 1
- Best Art Direction: Pirates II: Stagnetti's Revenge
- Best BD/SM Release: House of Sex and Domination
- Best Big Bust Release: Big Tits at School
- Best Big Bust Series: Big Wet Tits
- Best Big Butt Release: Big Wet Asses 13
- Best Big Butt Series: Big Wet Asses
- Best Cinematography: Andrew Blake pour Paid Companions
- Best Classic Release: Zazel: The Scent of Love
- Best Continuing Series: Ashlynn Goes to College
- Best Director–Ethnic Video: Jules Jordan pour Lex the Impaler 3
- Best Director–Foreign Feature: Juan Carlos, Jesus Villaobos, Jason Colt: Mystery of the Sexy Diamonds
- Best Director–Foreign Non-Feature: Christoph Clark, Nasty Intentions 2
- Best Director–Non-Feature: Eli Cross, Icon
- Best Double Penetration Sex Scene: Jessica Drake, Eric Masterson, Brad Armstrong dans Fallen
- Best DVD Extras: Pirates II: Stagnetti's Revenge
- Best DVD Menus: Fallen
- Best Editing: Joey Pulgades, Pirates II: Stagnetti's Revenge
- Best Educational Release: Tristan Taormino's Expert Guide to Oral Sex 2: Fellatio
- Best Ethnic-Themed Release–Asian: Asia Noir 6: Evil Sex Trap
- Best Ethnic-Themed Release–Black: Black Ass Addiction 2
- Best Ethnic-Themed Release–Latin: Mami Culo Grande 6
- Best Ethnic-Themed Series–Asian: Naughty Little Asians
- Best Ethnic-Themed Series–Black: Black Ass Addiction
- Best Ethnic-Themed Series–Latin: Young Tight Latinas
- Best Fem-Dom Strap On Release: Mean Bitches Erotic Femdom 3
- Best Foot/Leg Fetish Release: Belladonna's Foot Soldiers
- Best Foreign All-Sex Release: Rocco: Animal Trainer 25
- Best Foreign All-Sex Series: Ass Traffic
- Best Foreign Feature: Jason Colt: Mystery of the Sexy Diamonds
- Best Gonzo Series: Slutty and Sluttier
- Best Group Sex Scene: Hillary Scott, Heidi Mayne, Mark Davis, Alec Knight, Cheyne Collins, Alex Sanders, Icon
- Best High-Definition Production: Pirates II: Stagnetti's Revenge
- Best High-End All Sex Release: Icon
- Best Internal Release: All Internal 7
- Best Internal Series: Ass Cream Pies
- Best Interracial Series: It's Big, It's Black, It's Jack
- Best Makeup: Pirates II: Stagnetti's Revenge
- Best Male Newcomer: Anthony Rosano
- Best MILF Release: The Cougar Club
- Best MILF Series: Seasoned Players
- Best Music Soundtrack: The Bad Luck Betties
- Best New Line: Spearmint Rhino Films
- Best New Series: Ashlynn Goes to College
- Best New Video Production Company: Brazzers
- Best New Web Starlet: Bree Olson
- Best Non-Sex Performance: Nina Hartley dans Not Bewitched XXX
- Best Online Marketing Campaign–Company Image: EvilAngel.com
- Best Online Marketing Campaign–Individual Project: RollerDollzXXX.com, Adam & Eve/Zero Tolerance Entertainment
- Best Oral-Themed Release: Blow Job Perversion
- Best Oral-Themed Series: Face Fucking, Inc.
- Best Orgy/Gang Bang Release: Big Boob Orgy
- Best Orgy/Gang Bang Series: Cream Pie Orgy
- Best Original Song: “Please,” Ethan Kane and Posse, Dark City
- Best Overall Marketing Campaign–Company Image: Digital Playground
- Best Overall Marketing Campaign–Individual Project: Pirates II: Stagnetti's Revenge
- Best Packaging: Fallen, Wicked Pictures
- Best Packaging Innovation: Burn, Vivid Entertainment
- Best POV Release: Jack's POV 9
- Best POV Series: Double Vision
- Best POV Sex Scene: Tory Lane, Katja Kassin, Erik Everhard dans Double Vision 2
- Best Pro-Am Release: First Time Auditions 5
- Best Pro-Am Series: Bang Bus
- Best Retail Website: AdamEve.com
- Best Screenplay: Joone, Max Massimo, Pirates II: Stagnetti's Revenge
- Best Sex Scene In A Foreign-Shot Production: Bonny Bon, Anthony Hardwood, Mugar, Nick Lang, Frank Gun, Lauro Gotto dans Ass Traffic 3
- Best Solo Release: All By Myself 3
- Best Solo Sex Scene: Teagan Presley dans Not Bewitched XXX
- Best Spanking Release: Credit Card Fraud
- Best Special Effects: Pirates II: Stagnetti's Revenge
- Best Specialty Release–Other Genre: Milk Nymphos 2
- Best Specialty Series: Taboo
- Best Squirting Release: Jada Fire is Squirtwoman 3
- Best Squirting Series: Jada Fire Is Squirtwoman
- Best Supporting Actor: Ben English dans Pirates II: Stagnetti's Revenge
- Best Supporting Actress: Belladonna dans Pirates II: Stagnetti's Revenge
- Best Tease Performance: Jenna Haze dans Pretty as They Cum
- Best Threeway Sex Scene: Jenny Hendrix, Delilah Strong & Michael Stefano dans The Jenny Hendrix Anal Experience
- Best Transsexual Release: America's Next Top Tranny 2
- Best Transsexual Series: Transsexual Babysitters
- Best Videography: Joone, Oliver Henry, Pirates II: Stagnetti's Revenge
- Best Vignette Release: Cheerleaders
- Best Vignette Series: Cheating Wives Tales
- Best Young Girl Release: Jailbait 5
- Best Young Girl Series: It's a Daddy Thing
- Clever Title Of The Year: Strollin in the Colon, Hustler Video
- Director Of The Year: Brad Armstrong
- Female Foreign Performer Of The Year: Eve Angel
- The Jenna Jameson Crossover Star Of The Year: Katie Morgan
- Male Foreign Performer Of The Year: Rocco Siffredi
- MILF/Cougar Performer Of The Year: Lisa Ann
- Most Outrageous Sex Scene: “When There's No More Room at the Kandy Kat, the Dead Souls Will Blow You at Home,” Caroline Pierce, Christian, Rucca Page, Nikki Rhodes, Emma Cummings, Annie Cruz, Kaci Starr, Rebecca Lane, Kiwi Ling and numerous other Zombie Girls dans Night of the Giving Head
- Transsexual Performer Of The Year: Wendy Williams
- Unsung Male Performer Of The Year: Charles Dera
- Unsung Starlet Of The Year: Amber Rayne

## AVN Hall of fame
Les interprètes intronisés en 2009 sont : Lisa Ann, Briana Banks, Jewel De’Nyle, Guy DiSilva, Wesley Emerson, Tim Lake, Mr. Marcus, Midori, Tera Patrick, Carter Stevens, Lexington Steele et Luc Wylder.
- Branche des fondateurs : Frank & Michael K., Steven Toushin, Howie Klein et Al Bloom[5].
- Branche fondateurs d’internet : Greg Clayman & Chuck Tsiamis, Andrew Conru, Al Hadhazy, Ron Levi, David Van der Poel & Toine Rodenberg[5].

### Articles Connexes
- AVN Hall Of Fame
- AVN Adult Entertainement Expo
- Liste des studios produisant des films pornographiques